# Lachanodes
Lachanodes is een geslacht uit de composietenfamilie (Asteraceae). Het geslacht telt een soort die voorkomt op Sint-Helena.

## Soorten
- Lachanodes arborea (Roxb.) B.Nord.